# 国際細胞検査士
国際細胞検査士（こくさいさいぼうけんさし、英: CT(IAC)）は、日本国外で細胞検査士として活躍するために必要な資格。ただし、アメリカなど一部の国ではCT(IAC)以外にも、その国の認定資格が必要である。

## 概要
日本臨床細胞学会（Japanese Society of Clinical Cytology）が認定する日本国内の細胞検査士 (CT(JSC)) の資格を有する者のうち、日本国内では2年に1度実施される国際細胞検査士認定試験に合格したものが認定される。国際細胞学会（International Academy of Cytology）による認定であるため、CT(IAC)と表記される。近年、米国臨床病理学会（american society of clinical pathologists）でも国際細胞検査士(ICT(ascp)) 認定制度が開始された。日本国内で受験することが可能だが、アメリカと同等の受験資格と学士の学位が必要である。
日本の細胞診断技術は世界トップクラスで国際細胞学会認定の国際細胞検査士は半数以上が日本人である。また、日本では国内の細胞検査士試験が比較的難しいため（最終的な試験合格率の全国平均は毎年約25%）、国際細胞検査士の日本人合格率は高い。

## 称号
国際細胞学会より研究業績等優れた実績のある者に与えられるもので、CTIACからCMIAC、CFIACへと、また別にPMIACの称号が与えられる。
Cytotechnologist Membership (C.M.I.A.C.)
CTIACの資格取得後、3年以上の研究実績と数本の論文著作または学会発表の経験を有する者が、研究業績などを添えてIACへ申請し、registration commityの審査を経てIACのメンバーと認められると得られる称号。CMIACとなるとIACの資格更新料が一部免除される。
Cytotechnologist Fellowship (C.F.I.A.C.)
CMIAC取得後に5年以上の教育実績などを積み、推薦や審査の手続きを経てフェローと認められると得られる称号。CFIACになるとIACの資格更新は（申請・更新料が）免除され、終身免許となる。
Professional Membership (P.M.I.A.C.)
医学博士号（少なくとも修士号以上）の学位を有する科学者、研究者で、医学、特に細胞学に関するspecialな専門知識を持つプロフェッショナルなメンバーとして認定された者が得られる称号。
この他に細胞診専門医にはMIAC、FIACがある。